# Amritsar
Amritsar (paňdžábsky: ਅੰਮ੍ਰਿਤਸਰ, hindsky: अमृतसर , znamená "Jezero nektaru nesmrtelnosti") je nejvýznamnějším (nikoliv však největším – tím je město Ludhiana, ani hlavním – tím je město Čandígarh) městem indického svazového státu Paňdžáb. Je centrem a posvátným městem sikhského náboženství, žije v něm však i mnoho hinduistů. Leží velice blízko hranic s Pákistánem, pouhých 32 km od pákistánského velkoměsta Láhauru. Žije v něm zhruba 1,5 milionu obyvatel, ale včetně okolí města až 3,7 milionu.

## Zlatý chrám
Sikhský Zlatý chrám je nejdůležitější svatyní sikhského náboženství a skutečným „srdcem“ kolem něhož se točí život v Amritsaru. Je to obrovský rozlehlý komplex budov z bílého kamene, uvnitř leží obrovská nádrž a uprostřed ní – jako ostrov – září samotný Harimandir – chrám pokrytý měděným plechem, který je pozlacen několika tunami zlata. Zde se ve dne nachází originál knihy Guru Granth Sahib sepsaný přímo desátým sikhským guru – Guru Gobindem Singhem. Tato posvátná kniha se každý večer přenáší na nosítkách k úschově. Sikhové považují za nejvyšší čest, mohou-li se tohoto přenášení účastnit jako nosiči.
V areálu chrámu je také obří sál pro poutníky, kde může poutník jakéhokoli vyznání tři dny pobývat, zdarma třikrát denně jíst a pít, pohodlně přenocovat a v případě zájmu studovat sikhské učení nebo jen meditovat a odpočívat. Sikhové mají velmi pozitivní vztah k mezináboženskému dialogu a aktivně podporují chudé.

## Hranice s Pákistánem

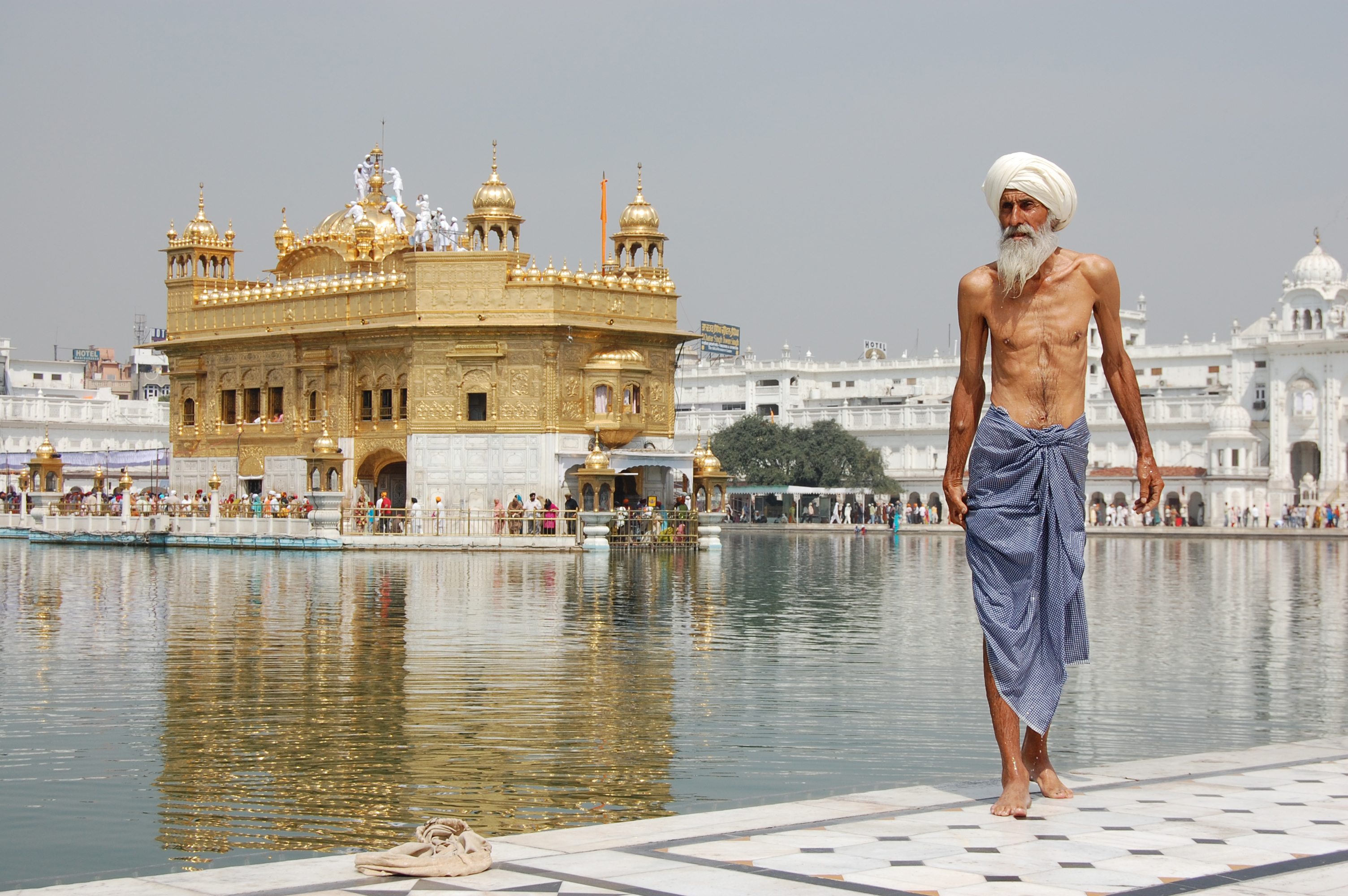
Poutník u Zlatého chrámu v Amritsaru

Město se nachází jen necelých 30 km od hranic Pákistánu – tj. jediného hraničního přechodu mezí Indií a Pákistánem, kterým je Wagha – Láhaur.
 Železniční hraniční přechod je nedaleké Attari – Láhaur.

Pro obyvatele Kašmíru byl nedávno zřízen hraniční přechod z Kašmíru na území Pákistánem obsazeného území, nazvaného Azad (= Svobodný) Kašmír u města Muzaffarabádu, ten ale slouží pouze pro autobusovou linku, která cizince nepřepravuje. 

Každý den večer v době západu slunce se na hraničním přechodu Wagha – Láhaur odehrává velkolepá podívaná – rituál uzavírání hranice a stahování vlajky. Je to oblíbená podívaná pro turisty. Někteří Indové a Pákistánci ji ale berou smrtelně vážně, jako soupeření znepřátelených stran a trochu to připomíná někdejší soupeření SSSR a USA v dobývání kosmu. Na pákistánské straně je vše laděno do zelené – barvy Islámu, naproti tomu indická strana září pestrostí barev. Na indické straně tančí dívky v rytmu indického disco-stylu a snaží se tak provokovat pákistánské muslimy, kterým jejich víra takovou „bezbožnou“ zábavu zakazuje.

Na obou stranách stojí obrovské tribuny, které se zaplní diváky – na indické straně mnoha tisíci, na straně pákistánské jich bývají pouze stovky, i když z blízkého 6,5 milionového velkoměsta Láhauru sem jezdí i městská autobusová linka č. 4.

Po obou stranách parádním krokem pochodují hraniční gardy v parádních uniformách s vysokými čepicemi, které ještě zdůrazňují obrovský vzrůst gardistů. Poté předvedou dokonalé „kvérgrify“ a velitelé gard přesně synchronizovaně stahují státní vlajky. Ty pak poskládají a v průvodu odnesou na noc uložit. 

Tím končí jakási „oficiální“ část rituálu a začíná druhá část – volné pokřikování z jedné strany na druhou. Diváci soupeří, která strana bude křičet hlasitěji a vydrží to déle. 

Indové provolávají: „India zindábád“ (= ať žije Indie!) a „Bhárat mátá kí džaj“ (= Matce Indii nazdar!)
a Pákistánci zase: „Pákistán zindábád“ (= ať žije Pákistán) a „Alláhu akbar“ (= Alláh je nejvyšší)

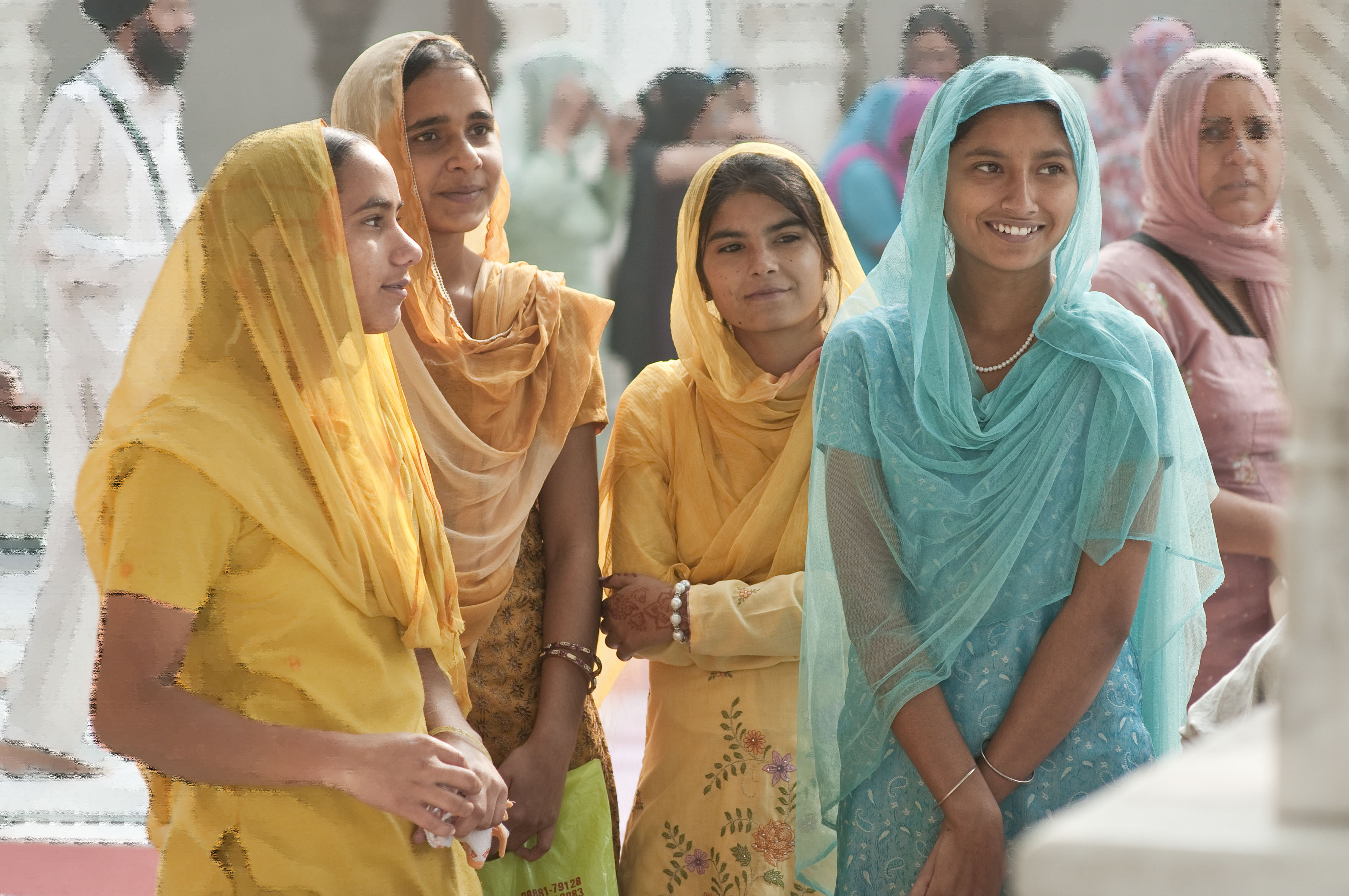
Dívky v Amritsaru

## Historie
Město založil v roce 1577 sikhský guru Rám Dás na místě kde bývala nádrž, jejíž voda měla léčebné účinky. Tato nádrž se zachovala dodnes, leží ale přibližně 25 km na jih od centra města, jmenuje se „Taren Taran“ a má velice dobré autobusové spojení z Amritsarem.

### Amritsarský masakr

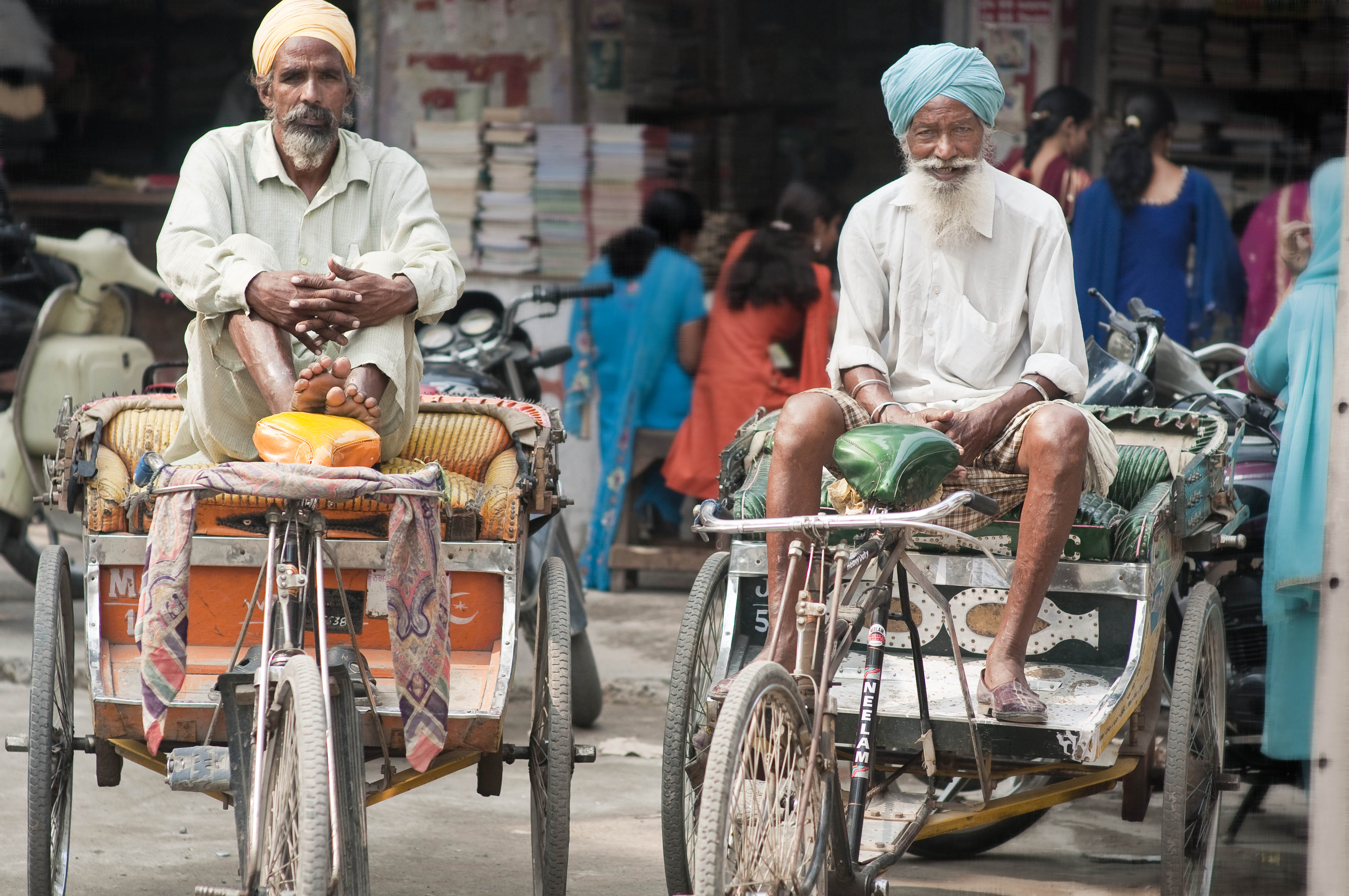
Rikšové v Amritsaru

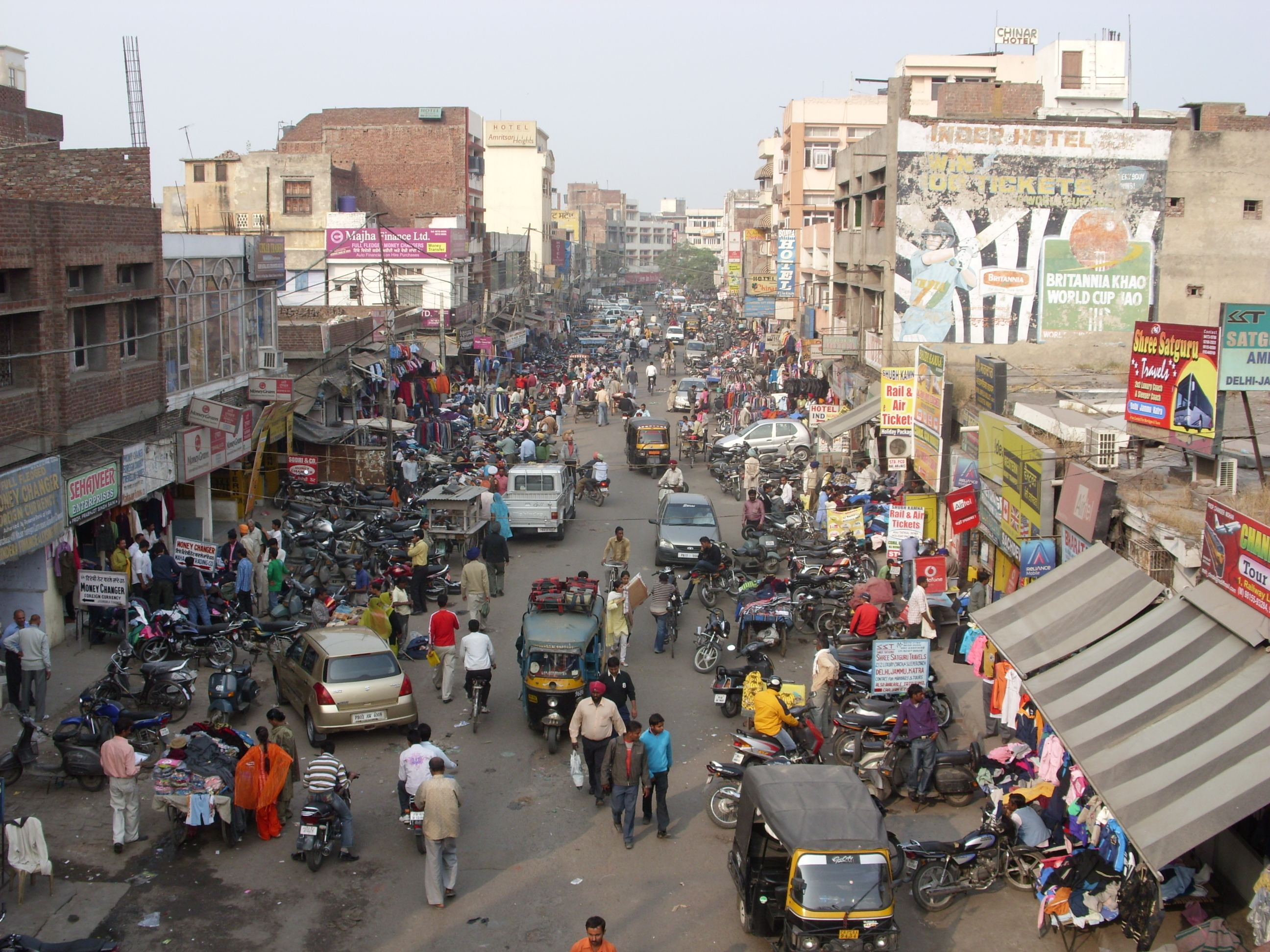
Ulice v Amritsaru

13. dubna 1919 se v uzavřeném parku jménem Džallijáanválá Bagh (Jallianwala Bagh) odehrál pověstný masakr v Amritsaru, kdy brigádní generál Reginald Dyer dal ghurkským oddílům příkaz postřílet tisíce neozbrojených mužů, žen, dětí a starců.
Toho dne se shromáždilo asi 10 – 20 tisíc lidí k pokojnému a nenásilnému protestu na uzavřeném území parku Džallijáanválá Bagh.
Z tohoto parku s rozlohou 26 tisíc m², neměl nikdo šanci uniknout, neboť je až na úzký vchod celý obehnán vysokou zdí. Nyní je v tomto parku památník této tragické události.
Reginald Dyer před vyšetřujícím soudem prohlásil, že palbu zastavil protože mu již došla munice a že jeho zákrok měl sloužit k vyvolání „morálního a všeobecného účinku“. Byl za to zbaven velení, ale nijak nebyl potrestán. Veřejná sbírka v Británii mu vynesla 26 tisíc GBP.
Oficiálně Britové přiznali pouze 379 zastřelených a asi 1200 raněných a 1650 vystřelených nábojů. Indické údaje jsou ale více než trojnásobné a ani ty mezi mrtvé nepočítají oběti smrtelných zranění, které jim podlehly později. Stopy po kulkách, které jsou zakonzervovány, jasně prokazují, že vojáci stříleli i z blízkosti na osoby ležící na zemi. Mnoho lidí, ve snaze chránit se před střelami, naskákalo do velké studny, kde převážně také zahynuli, ze studny bylo později vyproštěno 120 těl. Tento masakr byl znázorněn i ve filmu „Gándhí“, v originální verzi jsou dokonce i původní černobílé záběry, které ale byly z české verze vystřiženy.
15. dubna vyhlásil místoguvernér O'Dwyer v Paňdžábu stanné právo, Indové byli hromadně zatýkáni, veřejně bičováni a umísťováni do klecí na veřejných místech. Proti obyvatelstvu bylo nasazeno i válečné letectvo, které bombardovalo a kulomety ostřelovalo civilní cíle podle libovůle pilotů.

### Operace Modrá hvězda
Mezi Sikhy se čas od času projeví autonomistické snahy, vedené stranou Akálí dal, která se snaží vytvořit pro Paňdžáb širokou autonomii s teokratickým systémem vlády, který by měl navazovat na někdejší sikhský stát. Akálí dal je však parlamentní strana, respektující ústavu Indické republiky. V 80. letech 20. století začaly tyto tendence opět nabývat na síle a tak federální vláda, vedená premiérkou Indírou Gándhíovou raději podpořila extremisty, ve snaze oslabit pozici strany Akálí dal. 

To se však brzy vymstilo. Extremisté, které vedl sant Džarnail Singh Bhindránvála, se uchýlili k teroristickým metodám, v roce 1984 obsadili, ozbrojení moderními rychlopalnými automatickými zbraněmi, komplex Zlatého chrámu, z poutníků udělali své zajatce a rukojmí a po federální vládě žádali, aby jim předala moc nad Paňdžábem a vytvoření nezávislého sikhského státu, nazvaného Khálistán, podle vzoru muslimského Pákistánu.

Na příkaz federální premiérky Indíry Gándhíové zahájila v noci na 5. června 1984 indická armáda útok na centrum teroristů, který nesl kódové označení Operace Modrá hvězda. Útok začal nočním dělostřeleckým ostřelováním. Poté byly nasazeny tanky a parašutistický výsadek. Budova, v níž měli extremisté centrum, byla téměř v rozvalinách.
Extremisté se úporně bránili a nakonec tento útok stál životy více než 200 indických vojáků a více než 2000 rukojmích – sikhských poutníků. 

Tato akce stála nakonec Indíru Gándhíovou život, zastřelili ji totiž dne 31. října 1984 členové její sikhské tělesné stráže.
Tento atentát na Indíru Gándhíovou měl jako přímý následek pogromy a genocidu sikhů, kdy bylo v průběhu několika dnů vyvražděno mnoho tisíců sikhů a to především v Dillí.

O tři roky později, za vlády premiéra Rádžíva Gándhího, syna Indíry Gándhíové, se extremisté opět pokusili o převrat, tentokrát ale akci označenou jako Operace Černá bouře provedla paňdžábská policie téměř beze ztrát, tím že extremisty obklíčila a izolovala a oni nakonec kapitulovali.

## Významní rodáci
- Deepa Mehtaová (* 1950), kanadská režisérka indického původu